# Nov latin

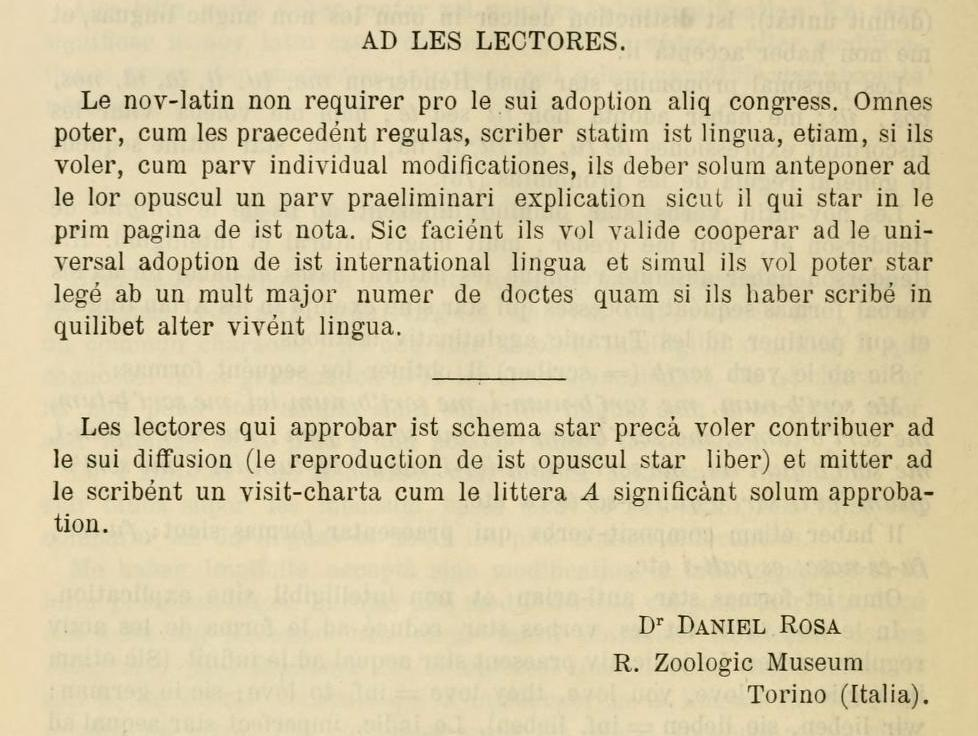
Estratto dell'articolo originale di Daniele Rosa sul Nov latin, 1890

Il Nov latin fu un progetto di lingua ausiliaria internazionale proposto nel 1890 dallo scienziato naturalista Daniele Rosa. 

## Storia
L'autore (Susa, 29 ottobre 1857 - Novi Ligure, 26 aprile 1944), fu docente e ricercatore universitario, direttore del Museo Zoologico di Torino; ed autore di un'interessante, anche se oggi superata, ipotesi sull'evoluzione organica, chiamata "ologenesi".
Il progetto di lingua si basa sulla semplificazione della lingua latina, alla quale vengono drasticamente ridotte le desinenze, è utilizzata in prevalenza la costruzione diretta, ed il lessico latino viene arricchito con vocaboli internazionali moderni: 

- L'alfabeto è quello latino, ma senza la "y".
- Esiste un articolo determinativo singolare "le" ed un plurale "les".
- L'articolo indeterminativo è "un", soltanto singolare.
- La declinazione dei sostantivi è limitata al plurale: "-s" per le parole che terminano in vocale, "-es" per quelle in consonante.
- Gli aggettivi non sono declinati.
- L'infinito dei verbi termina in "-ar", "-er", "-ir".
- L'imperfetto termina in "-aba", "-eba", "-iba".
- Il participio presente termina in "-ant", "-ent", "-ient".
- Il participio passato termina in "-á", "-é", "-í".
- Il futuro è ottenuto per mezzo del prefisso "vol".

Esempio di Nov latin:
- Le nov latin non requires pro le sui adoption aliq congress. Omne poter cum les præcedent regulas, scriber statim ist lingua, etiam si ils voles, cum parv individual modificationes; ils deber solum anteponer ad le lor opuscul un parv præliminari explication sicut li qui star in le prim pagina de ist nota. Sic facient ils vol valide cooperar ad le universal adoption de ist international lingua, et simul ils vol poter star legé ab un mult major numer de doctes quam si ils haber scribé in quilibet alter vivent lingua[1].
- (Il nov latin non richiede, per la sua adozione, nessun congresso. Tutti possono, con le regole precedenti, scrivere subito questa lingua, se si vuole, anche con piccole modifiche individuali; essi devono soltanto aggiungere al loro opuscolo una piccola spiegazione nella prima pagina di questa nota. Così facendo collaboreranno validamente all'adozione universale di questa lingua internazionale, e potranno essere letti da un numero molto maggiore di persone colte di quante potrebbero se si dovesse scrivere in una qualsiasi altra lingua vivente.)

A differenza delle altre lingue proposte in quel periodo e fondate sulla semplificazione del latino, come ad es. la "Weltsprache" di Volk e Fuchs, il "Nov latin" fu la prima a basarsi soltanto sul latino, e quando necessario sulle lingue neolatine, senza elementi grammaticali estranei e stabiliti "a priori".
Questo progetto, apparentemente di modesto seguito, invece anticipò ed ispirò i molti progetti successivi di lingue ausiliarie internazionali di derivazione latina e neolatina, come ad es. il più conosciuto Latino sine flexione del grande matematico Giuseppe Peano, non a caso anche lui piemontese.